# Renault 40CV
Renault 40CV — представницький автомобіль, що виготовлявся французьким автовиробником Renault у 1911—1928 рр. 
Автомобіль продавався у численних модифікаціях, відомих за двома літерами у назві: CG, ES та JP. На початку виробництва комплектувався 6-циліндровим 7,5-літровим двигуном (7539 см. куб.), котрого у серпні 1920 р. змінив 9-літровий (9120 см. куб.), у той час коли «Тип HF» змінив «Тип HD». З 1922 р. 40 CV комплектувався гідравлічнним приводом гальм. У 1928 модель 40 CV змінила модель Reinastella.
Renault 40 CV переміг на ралі у Монте Карло у 1925 р. і одномісна модифікація NM стала широко відомою у 1926 р. через здатність долати 50 миль (80,5 км) зі швидкістю 190 км/год (118,1 милі/год) та перевершення 24-годинного рекорду через доланя 4167,57 км із середньою швидкістю 173,6 км/год (107,9 миль/год).
У 1920—1928 рр. Renault 40CV слугував офіційним транспортом президента Франції, перейнявши цю роль у Panhard 20CV. 